# Park Narodowy Llanos de Challe
Park Narodowy Llanos de Challe (hiszp. Parque nacional Llanos de Challe) – park narodowy w Chile położony w regionie Atakama, w prowincji Huasco. Został utworzony 29 lipca 1994 roku i zajmuje obszar 457,08 km².

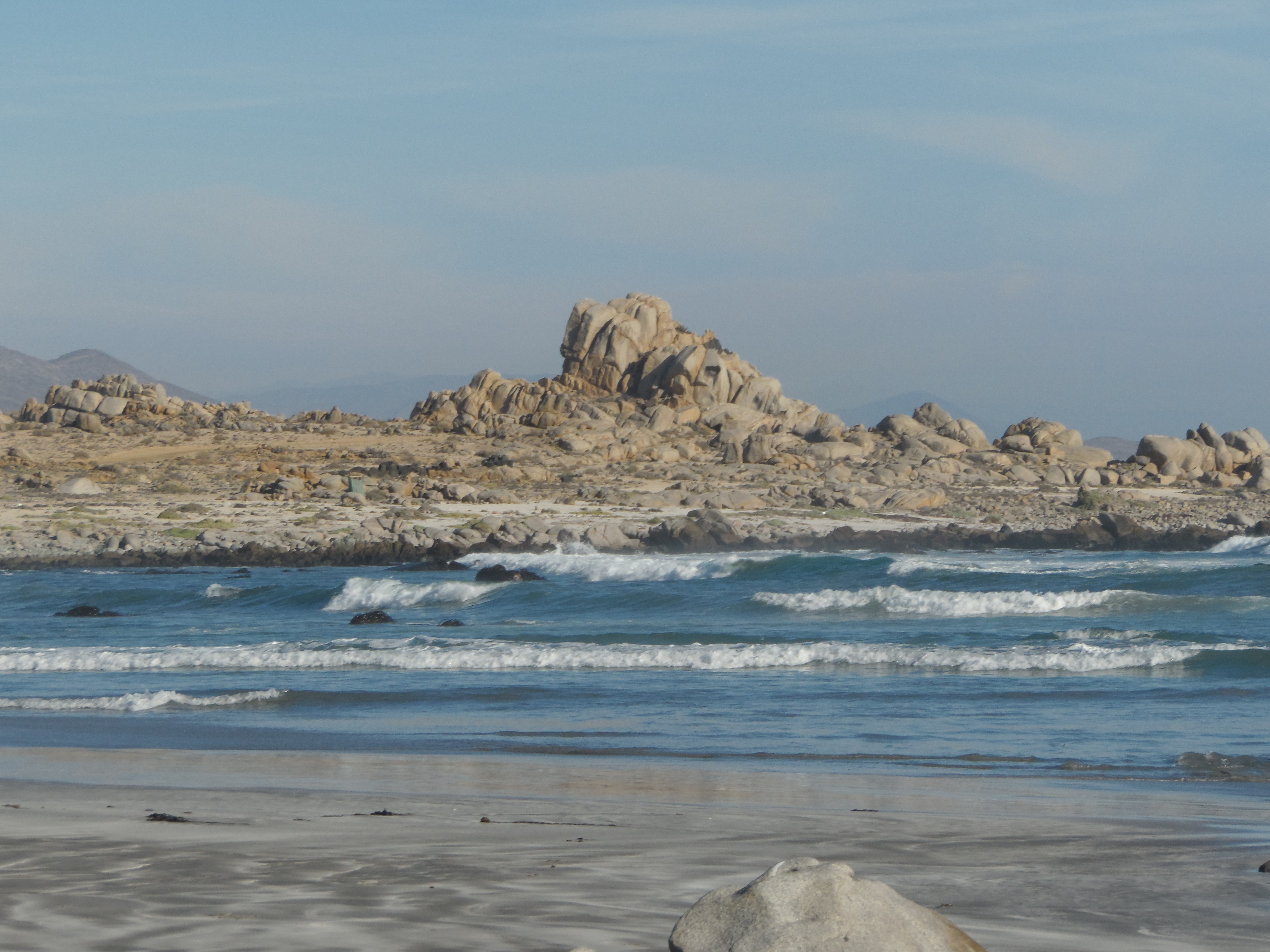
Wybrzeże Oceanu Spokojnego

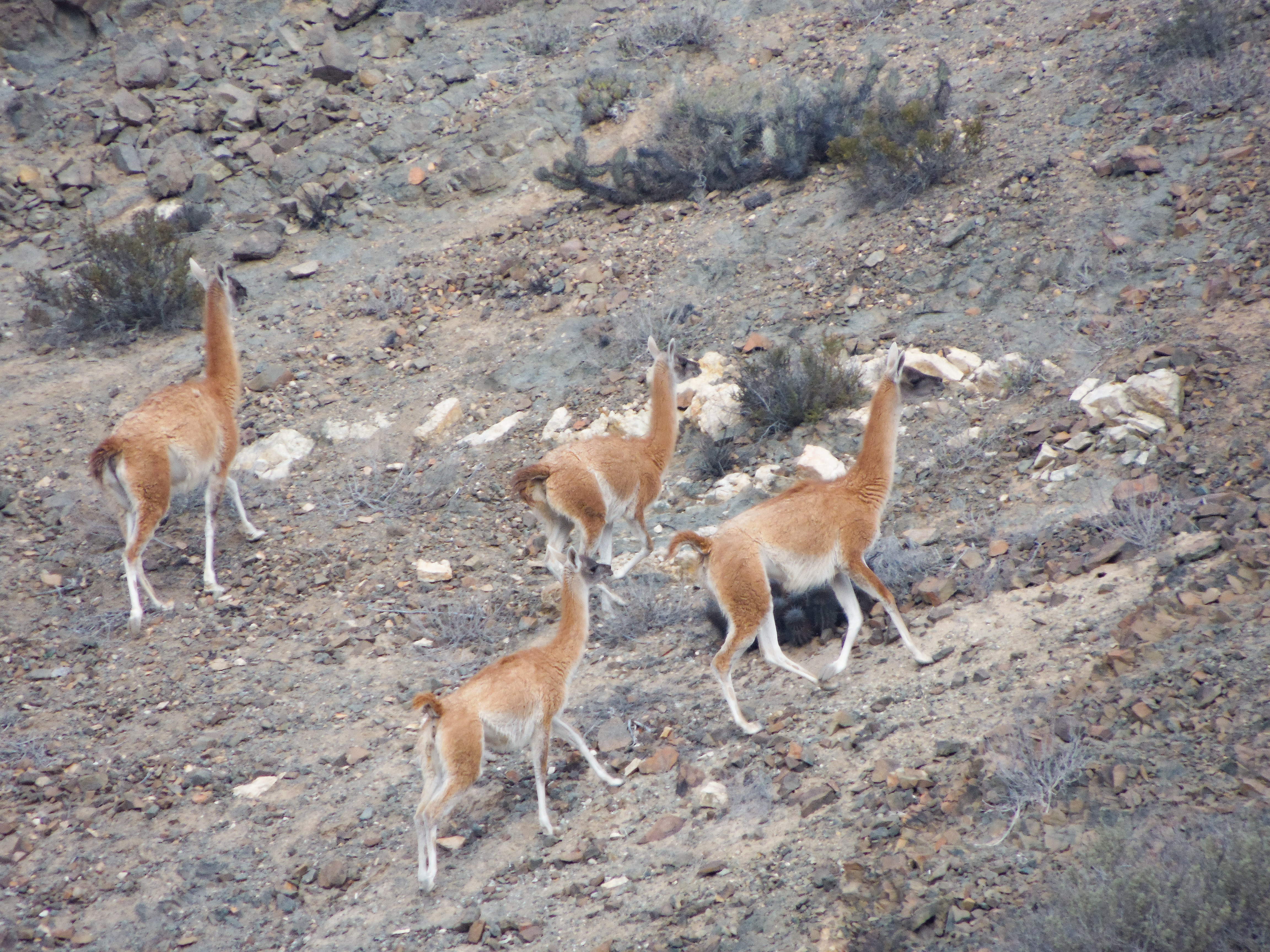
Gwanako andyjskie

## Opis
Park obejmuje fragment pustyni Atakama na wybrzeżu Oceanu Spokojnego. W części wschodniej parku dominuje równina. Część zachodnia to Kordyliera Nadbrzeżna o wysokościach do 924 m n.p.m.
Klimat pustynny. Średnia roczna temperatura wynosi +17 °C z 11-12 miesiącami bez deszczu.

## Flora
Flora parku składa się z ponad 220 gatunków, z których 14 jest endemicznych. Dwa z nich są zagrożone wyginięciem. Są to Bomarea ovallei i Eriosyce crispa. 
W parku rośnie głównie Atriplex coquimbana, Atriplex deserticola, Copiapoa dealbata, Oxalis gigantea, Encelia tomentosa, Ophryosporus triangularis, Eulychnia breviflora, Adesmia argentea, Bulnesia chilensis i Skytanthus acutus.

## Fauna
Z ssaków w parku żyją gwanako andyjskie, kururo niebieskawy, szynszyloszczur stokowy, żaglouch wielkouchy, szynszyla mała, skunksowiec andyjski, liściouch Darwina, nibylis andyjski, nibylis argentyński, tłustoogonek wytworny.
Na wybrzeżu występuje wydrak patagoński i uchatka patagońska.  
Ptaki żyjące w parku to m.in.: kondor wielki, sępnik różowogłowy, kaniuk amerykański, sokół wędrowny, karakara czubata, turko wąsaty, ibis maskowy, dróżniczek białobrzuchy, ślepowron zwyczajny, ostrygojad czarniawy, andówka mała, piaskownik długodzioby, negrzyk patagoński, dzierzbotyran czarnodzioby, płaskonos jasnogłowy, kormoran peruwiański, cyraneczka żółtodzioba, pójdźka ziemna, puchacz magellański, czapla złotawa, biegus długoskrzydły.